# 24 Grana

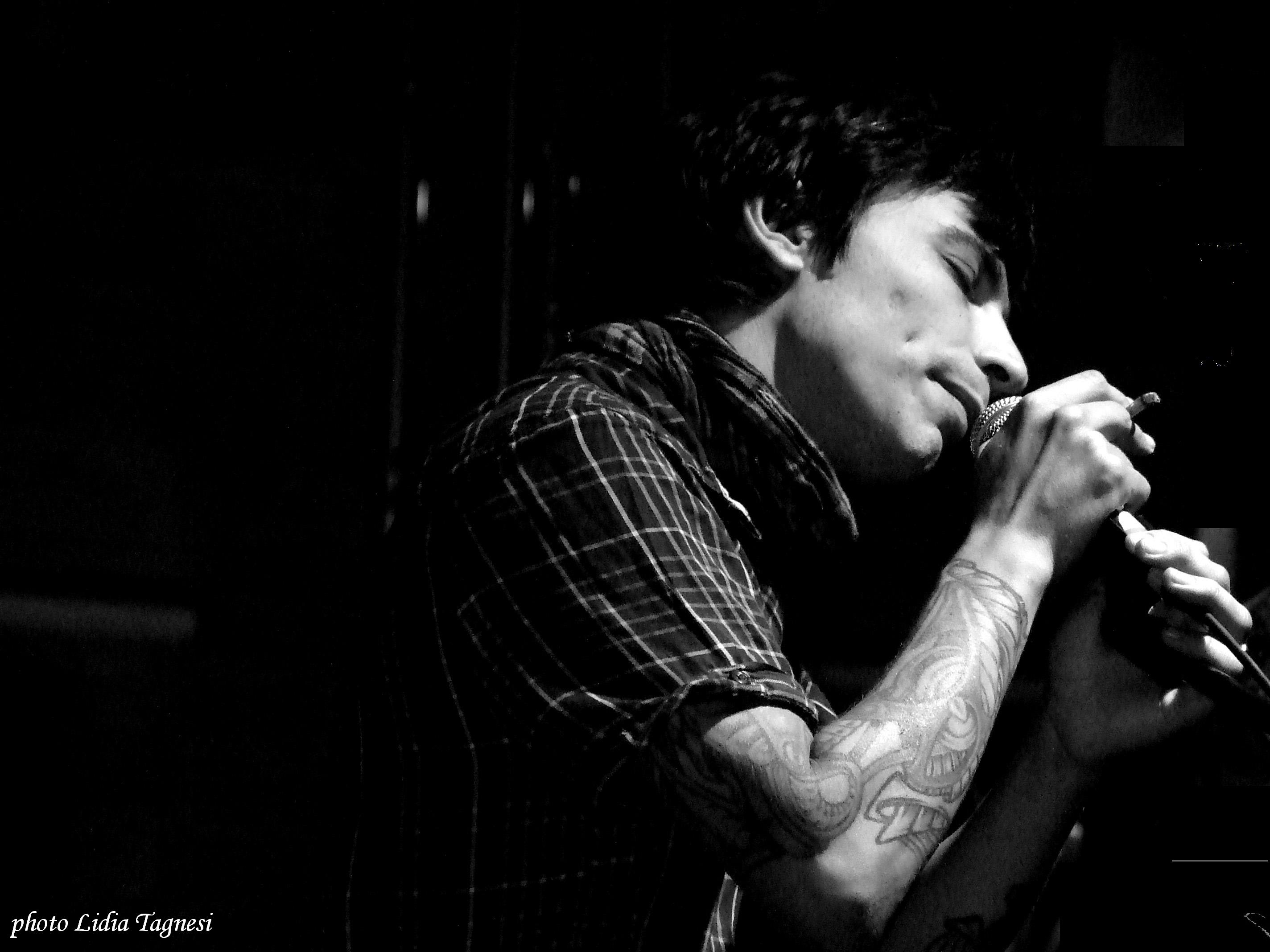
Der langjährige Frontmann von 24 Grana Francesco Di Bella

24 Grana sind eine 1995 gegründete italienische Musikgruppe. Ihr Musikstil ist beeinflusst von verschiedenen Stilrichtungen, wie Dub, Rock, Pop, New Wave, Elektronische Musik, Blues und Psychedelischer Musik. Das Wort Grana im Namen ist die Mehrzahl der alten neapolitanischen Münze Grano.

## Bandgeschichte
Die Ausgangsformation 1995 bestand aus dem Trio Francesco Di Bella (Gitarre und Gesang), Armando Cotugno (Bass) und Renato Minale (Schlagzeug). Bekannter wurde die Gruppe erst in der Viererformation, die 1996 durch den Beitritt des Gitarristen Giuseppe Fontanella entstand.
Zum Jahreswechsel 2010/11 ersetzte Alessandro Innaro das Gründungsmitglied Armando Cotugno. 2013 verließ Francesco Di Bella die Band.
Seit 2022 tritt die Band wieder in Originalbesetzung mit di Bella und Cotugno am Bass auf.

## Diskografie

### Alben
- 1997: Loop
- 1989: Live
- 1999: Metaversus
- 2001: K Album
- 2002: Overground Live
- 2003: Underpop
- 2005: Metaversus
- 2008: Ghostwriters
- 2011: La stessa barca

### Videos
- 1997: Lu Cardillo. Regie: Sabino Esposito
- 1997: Loop. Regie: Sabino Esposito
- 1998: Live al Teatro Nuovo. Regie:  Sabino Esposito
- 1998: Traveller-maicasajusta. Regie: Sabino Esposito
- 1998: Treno. Regie: Sabino Esposito
- 1998: Patrie Galere. Regie: Sabino Esposito
- 1999: Vesto Sempre Uguale. Regie: Sabino Esposito
- 1999: Stai mai cca. Regie: Davide Toffolo
- 2001: Kanzone Doce. Regie: Sabino Esposito
- 2002: Kanzone su Londra. Regie: Alessandro Rak
- 2003: Canto pè nun suffrì. Regie: Sabino Esposito
- 2005: L'Attenzione. Regie: Sabino Esposito
- 2008: Avere una vita davanti. Regie: Sabino Esposito
- 2008: Accireme. Regie: Alessandro Righetti
- 2008: Le verità. Regie: Sabino Esposito
- 2011: Ombre. Regie: Lorenzo Vignolo
- 2012: Germogli d'inverno. Regie: Sabino Esposito

### Videos (Auswahl)
- 24 Grana - Accireme auf YouTube
- 24 grana stai mai cca  Version mit Zeichentrickvideo auf YouTube
- 24 GRANA - Canto pe' nun suffrì auf YouTube